# 아포역
아포역(Apo station, 牙浦驛)은 경상북도 김천시 아포읍 국사리에 위치한 경부선의 철도역이다. 김천 분기점 인근에 있다.
1998년, 역 구내에 컨테이너 하차장이 설치되어, 구미지역의 수출입 화물을 취급하고 있다. 2011년 10월 4일까지 1일 무궁화호가 하행 2회, 상행1회, 총 3회 정차하였으나 익일인 10월 5일 열차운행시간표 개정으로 인해 무정차 통과한다.

## 역사
- 1916년 11월 1일 : 배치간이역으로 영업 개시
- 1941년 9월 28일 : 현재의 역사 신축
- 1941년 10월 1일 : 보통역으로 승격
- 2010년 12월 30일 : 화물 취급 중지[1]
- 2011년 10월 5일 : 여객 취급 중지
- 2016년 12월 22일 : 역무원 철수 및 무배치간이역으로 격하